# Maksim Fjodorovič Stavicki
Maksim Fjodorovič Stavicki (rusko Максим Фёдорович Ставицкий), ruski general, * 1778, † 1841.
Bil je eden izmed pomembnejših generalov, ki so se borili med Napoleonovo invazijo na Rusijo; posledično je bil njegov portret dodan v Vojaško galerijo Zimskega dvorca.

## Življenje
25. septembra 1784 je vstopil v Artilerijsko in inženirsko vojaško šolo poljskega plemstva, katero je končal 7. maja 1791; kot bajonetni kadet je bil premeščen v flotno artilerijo. Leta 1792 je bil premeščen v Bombardirski polk. 
Udeležil se je bojev proti Poljakom leta 1794, pri čemer je bil zajet. Po koncu spopadov je bil izpuščen in 23. maja 1797 je bil premeščen v poljskoartilerijski bataljon. 7. marca 1800 je bil kot major dodeljen 1. artilerijskemu polku, nato pa je bil premeščen v oskrbovalno službo. Še istega leta je bil poslan v Francijo in nato v letih 1802−04 je pa potoval po severni Nemčiji, Sibiriji, meji s Kitajsko in kirgiški stepi. 
Bojeval se je proti Francozom v letih 1806-07; 28. septembra 1806 je bil povišan v adjutanta, 25. januarja 1807 še v podpolkovnika in 3. februarja 1807 v polkovnika. 
24. novembra 1811 je bil imenovan za brigadnega poveljnika v 27. pehotni diviziji, s katero se je udeležil tudi patriotske vojne; za zasluge je bil 21. novembra 1812 povišan v generalmajorja. 
6. septembra 1826 je bil imenovan za tajnega svetovalca in 11. septembra istega leta je bil še povišan v generalporočnika.